# اشچینیتک، شهرستان میشلیبورز
اشچینیتک، شهرستان میشلیبورز (به لاتین: Trzciniec, Myślibórz County) یک منطقهٔ مسکونی در لهستان است که در Gmina Nowogródek Pomorski واقع شده‌است.